# Katalin Keserüová
Katalin Keserüová (* 4. října 1946 Pécs) je oceněná maďarská umělkyně a od roku 2013 emeritní profesorka na katedře dějin umění Fakulty humanitních studií Univerzity Loránda Eötvöse. V letech 2000 až 2006 byla generální ředitelkou Ernstova muzea v Budapešti.

## Vzdělání
- Master of Arts: Dějiny umění, 1975, Univerzita Loránda Eötvöse, Budapešť.
- PhD: Dějiny umění, 1995, Univerzita Loránda Eötvöse, Budapešť.
- Habilitace: Dějiny umění, 2003, Univerzita Loránda Eötvöse, Budapešť.

## Ocenění
- 1990: Cena Mihályho Munkácsya
- 1992: Cena Noémi Ferenczyové
- 2007: Széchenyiho cena
- 2010: Cena Primy